# 畿央大学短期大学部
畿央大学短期大学部（きおうだいがくたんきだいがくぶ、英語: Kio Junior College）は、奈良県北葛城郡広陵町馬見中4-2-2に本部を置いていた日本の私立大学である。1966年に設置され、2007年に廃止された。このページでは主に前身である桜井女子短期大学について詳細に述べる。

## 概要

### 大学全体
- 学校法人冬木学園により運営されていた日本の私立短期大学[2]。
- 1946年5月、冬木智子[3]が自宅において創設した服装学院を源流とされる[4]。
- 1966年、奈良県桜井市桜井502[注 1]において桜井女子短期大学（さくらいじょしたんきだいがく、英語: Sakurai Women's junior college[5]、略称は桜女[注 2]）として開設される[6]。当初は1学科、入学定員100名[7]の体制であった。
- 1967年には学科の増設[8]により2学科体制（うち1学科がさらに2専攻に分離）、入学総定員150名となる[9]
- 1984年には、入学総定員150名から200名に増員され、さらに1993年の専攻科の設置もあり、それ以後2002年の入学生までは2学科（うち1学科2専攻含む）体制でその定員数を維持していた[10]。
- 2003年 上記の生活科学科が畿央大学への水増しに伴い、奈良県北葛城郡広陵町に移転して畿央大学短期大学部に改称し[11]、生活科学科の募集を停止し（2004年3月31日廃止）、次いで教育学部への水増し計画に伴い児童教育学科も2005年度の入学生を最後に2007年を以て短期大学としての使命を終えた[12]。

### 建学の精神（校訓・理念・学是）
- 畿央大学短期大学部（旧・桜井女子短期大学）の教育理念は「徳をのばす・知をみがく・美をつくる」となっている[13]。

### 教育および研究
- 前身である桜井女子短期大学の一般教育科目には「大和の文化」という科目があり、これは奈良県内の名所旧跡を見学する内容のものだった[13]。
- かつての桜井女子短期大学には生活科学科が設置されていた。この学科には、生活デザインコース[14]と生活造形コース[15]を置く生活科学専攻があり、授業の一環としてファッションショーがあった[16]。当専攻は畿央大学で一部継承されている。食物栄養専攻は、食文化コース[17]と栄養士養成コース[18]があり、前者では調理学実習において一流ホテルのシェフから、専門的なお菓子作りや西洋料理・中華料理を学ぶ内容のものがあった[19]。栄養士の養成は畿央大学になってからも継承されている。
- 児童教育学科には、幼児教育[20]・初等教育[21]・情報教養[22]コースがあり全てのコースにおいて幼稚園教諭免許状が取得できるようになっていた。初等教育コースにおいては小学校教諭免許状[21]、情報教養コースでは秘書士資格も取得可能だった[22]。短期大学部になってからは、小学校教諭免許状・幼稚園教諭免許状・保育士資格と2年間でトリプルライセンス取得も可能となった。短大での幼児教育・初等教育の実績は大学になってからも継承されている。

### 学風および特色
- 畿央大学短期大学部は、旧来の桜井女子短期大学を移転して新設の畿央大学に併設された短大となり[12]、男女共学となった。

## 沿革
- 1946年
  - 5月1日 天理市岸田町において[23]冬木家政学院が創設される[24]。
- 1952年
  - 2月 準学校法人冬木学園が成立する[5]。
- 1961年
  - 4月 冬木家政女学院に改称される[23]。
- 1964年
  - 4月 準学校法人冬木学園→学校法人冬木学園となる[5]。
- 1966年
  - 1月25日 左記を以て文部省[注 3]より短期大学の設置が認可される[25]。
  - 4月1日 左記を以て桜井女子短期大学が以下の学科体制をもって開学する[26]
    - 家政科 在学者 42[27]/入学定員100
- 1967年
  - 4月1日 左記を以て児童教育科が新設される。学生数 女52[28]/入学定員50名[29]
  - 同 家政科を以下の2つに専攻分離する[29]。学生数 女93[28]
  - 服飾専攻 入学定員50名[29]
  - 食物栄養専攻 入学定員50名[29]
- 1982年
  - 4月 学科名を以下の通り変更する[30]。
    - 家政科→生活科学科
    - 児童教育科→児童教育学科
- 1984年
  - 4月1日 左記を以て児童教育学科の入学定員50を100に増員する[31][32][33]
- 1993年 専攻科生活科学専攻を設置。
- 2001年 児童教育学科に保育士課程が設置される。
- 2002年 生活科学科の受け入れが最後となる（桜井女子短期大学として最後の学生募集でもあった）
- 2003年
  - 4月1日 畿央大学短期大学部に校名変更[11]。広陵町にキャンパス移転。児童教育学科の入学定員を100→75へ減員[12]。
- 2004年
  - 3月31日 生活科学科の使命を終えたことにより桜井女子短期大学が消滅[12]。
- 2005年 短期大学として最後の学生募集となる[12]。翌年度より畿央大学への完全水増しとなる。
- 2007年9月14日廃止[12]。

## 基礎データ

### 所在地
- 馬見キャンパス（奈良県北葛城郡広陵町馬見中4-2-2）
- 旧・桜井キャンパス（奈良県桜井市桜井502[注 1]）

### 象徴
- 前身である桜井女子短期大学のカレッジマークはカトレアをイメージしたものとなっていた[5]。

### 校歌
- 桜井女子短期大学の校歌は横田利平により作詞、牧野英三により作曲されたものとなっていた[34]。

## 教育および研究

### 組織

#### 学科
- 生活科学科（1966年 - 2004年）
  - 生活科学専攻
  - 食物栄養専攻
- 児童教育学科（1967年 - 2007年）

#### 専攻科
- 生活科学専攻：桜井女子短期大学のみ 入学定員20名 修業年限1年制[10]

#### 別科
- なし

#### 取得資格について
資格
- 保育士：桜井女子短期大学だった2001年度の入学生より児童教育学科にて取得できるようになっていた。
- 栄養士：桜井女子短期大学だった生活科学科食物栄養専攻で取得できるようになっていた。

教職課程
- 小学校教諭二種免許状・幼稚園教諭二種免許状：桜井女子短期大学だった児童教育学科より取得できるようになっていた。
- 幼稚園教諭二種免許状:同上
- 中学校教諭二種免許状（家庭）：桜井女子短期大学の時に存在しており、1966年の開設時における家政科に設置が文部省[注 3]から認可されている[35]。最終的には以下の学科および専攻課程で取得できるようになっていた。
  - 生活科学科
    - 生活科学専攻
    - 食物栄養専攻

#### 附属機関
- 冬木記念図書館があり、1976年12月竣工された[36]。

## 学生生活

### 部活動・クラブ活動・サークル活動
- クラブ活動：桜井女子短期大学から活動していたものを含む[37]
  - 体育系：剣道・ソフトボール・テニス・ゴルフ・なぎなた・バドミントン・バトントワリング・乗馬などがあった。
  - 文化系：食文化研究・ファッションデザイン・箏曲・茶道・手芸・書道・美術・ESS・クッキングなどがあった。

## 施設

### キャンパス

#### 馬見キャンパス
- 使用学科：児童教育学科
- 使用専攻科：なし
- 使用附属施設：なし

#### 旧・桜井キャンパス
- 使用学科：児童教育学科・生活科学科
- 使用専攻科：生活科学専攻
- 設備：本館・1号館・新館・体育館・メモリアルホールなどがあった。新館は、展望台にもなっており、本学園のシンボルマークであるカトレアが描かれていた。
  - 1974年 知正館が竣工される。
  - 1981年 第二体育館が竣工される。
  - 1982年 二号館が竣工される。
  - 1984年 三号館が竣工される。
  - 1986年 五号館が竣工される。
  - 1991年 新館が竣工される。

### 学生食堂
- 桜井女子短期大学の学生食堂（学食）は、カトレアホールと呼ばれるところにあり、とりわけケーキやパスタなど軽食が人気あった[38]。

### 寮
- 桜井女子短期大学には、学内に学生寮があった[13]。

## 対外関係

### 他大学との協定
- 桜井女子短期大学だった当時、東京の昭和女子大学との単位互換があった[39]。

### 系列校
- 畿央大学
- 関西中央高等学校

## 進路

### 編入学・進学実績
- 生活科学科
  - 生活科学専攻：花園大学・関西大学ほか
  - 食物栄養専攻：大阪国際女子大学ほか
- 児童教育学科：鎌倉女子大学ほか

## 附属学校
- かつては、1979年4月1日に設置された桜井女子短期大学付属幼稚園を擁していた[40]。